# آلکساندر کاراپتیان (وزنه‌بردار)
آلکساندر "آلکس" کاراپتیان (ارمنی: Ալեքսանդր Կարապետյան; انگلیسی: Aleksander "Alex" Karapetyan; زاده ۱۷ اوت ۱۹۷۰ در گیومری) وزنه‌بردار اهل ارمنستان-استرالیا است.

## نتایج مهم
| سال          | مکان           | وزن          | یک ضرب (کیلوگرم) | یک ضرب (کیلوگرم) | یک ضرب (کیلوگرم) | یک ضرب (کیلوگرم) | یک ضرب (کیلوگرم) | دوضرب (کیلوگرم) | دوضرب (کیلوگرم) | دوضرب (کیلوگرم) | دوضرب (کیلوگرم) | دوضرب (کیلوگرم) | مجموع        | رتبه         |
| سال          | مکان           | وزن          | ۱                | ۲                | ۳                | نتیجه            | رتبه             | ۱               | ۲               | ۳               | نتیجه           | رتبه            | مجموع        | رتبه         |
| قهرمانی جهان | قهرمانی جهان   | قهرمانی جهان | قهرمانی جهان     | قهرمانی جهان     | قهرمانی جهان     | قهرمانی جهان     | قهرمانی جهان     | قهرمانی جهان    | قهرمانی جهان    | قهرمانی جهان    | قهرمانی جهان    | قهرمانی جهان    | قهرمانی جهان | قهرمانی جهان |
| ------------ | -------------- | ------------ | ---------------- | ---------------- | ---------------- | ---------------- | ---------------- | --------------- | --------------- | --------------- | --------------- | --------------- | ------------ | ------------ |
| ۲۰۰۳         | ونکوور، کانادا | ۹۴ کیلوگرم   | ۱۷۰              | ۱۷۰              | ۱۷۰              | ---              | ---              | ---             | ---             | ---             | ---             | ---             | ۰            | ---          |
| ۲۰۰۲         | ورشو، لهستان   | ۹۴ کیلوگرم   | ۱۷۵              | ۱۸۰              | ۱۸۰              | ۱۷۵              | ۴                | ۲۰۷٫۵           | ۲۱۲٫۵           | ۲۱۲٫۵           | ۲۰۷٫۵           | ۵               | ۳۸۲٫۵        | ۴            |
| ۲۰۰۱         | آنتالیا، ترکیه | ۹۴ کیلوگرم   | ۱۷۷.۵            | ۱۸۲.۵            | ۱۸۵              | ۱۸۲.۵            | 3                | ۲۱۰             | ۲۱۰             | ۲۱۰             | ۲۱۰             | ۷               | ۳۹۲.۵        | ۵            |